# Rubus glandicaulis
Rubus glandicaulis är en rosväxtart som beskrevs av Blanchard. Rubus glandicaulis ingår i släktet rubusar, och familjen rosväxter. Utöver nominatformen finns också underarten R. g. neoscoticus.